# Pierre Wigny
Pierre Louis Jean Joseph baron Wigny (ur. 18 kwietnia 1905 w Liège, zm. 21 września 1986 w Brukseli) – belgijski polityk, prawnik i publicysta, parlamentarzysta krajowy i eurodeputowany, minister kolonii (1947–1950), spraw zagranicznych (1958–1961), sprawiedliwości (1965–1968) oraz kultury francuskiej (1966–1968), w 1958 przewodniczący frakcji Grupy Chrześcijańsko-Demokratycznej (Europejskiej Partii Ludowej).

## Życiorys
Studiował prawo międzynarodowe, socjologię i politologię na Uniwersytecie w Liège. Uzyskał doktoraty z prawa na macierzystej uczelni (1928) i na Uniwersytecie Harvarda. Obejmował stanowiska profesorskie na Université de Namur i Université catholique de Louvain. Podczas II wojny światowej kierował ruchem Pro Juventute, a od 1944 do 1945 państwową komisją ds. reparacji. W drugiej połowie lat 40. zajmował stanowiska dyrektora centrum badań nad reformą państwa (CEPESS) oraz królewskiego instytutu stosunków międzynarodowych. Działał również jako publicysta prasowy oraz w krajowych i międzynarodowych ciałach m.in. jako członek roboczy Królewskiej Akademii Nauki i Sztuki. W latach 1971–1975 prezes banku Beroepskrediet.
W 1945 przystąpił do Partii Społeczno-Chrześcijańskiej (kierował w niej centrum dokumentacyjnym i był koordynatorem). W 1968 wydzielono z tego ugrupowania walońską Partia Społeczno-Chrześcijańską, w której od 1968 do 1971 pozostawał wiceprezesem. Pomiędzy 1949 a 1971 członek Izby Reprezentantów, od 1968 jej wiceprzewodniczący. Ponadto od 1952 do 1958 zasiadał w Zgromadzeniu EWWiS, w 1958 przekształconym w Europejskie Zgromadzenie Parlamentarne. Należał do Grupy Chrześcijańsko-Demokratycznej (Europejskiej Partii Ludowej), której przewodził od marca do lipca 1958. Zajmował stanowiska ministra ds. kolonii (marzec 1947–sierpień 1950), spraw zagranicznych (czerwiec 1958–kwiecień 1961), sprawiedliwości (czerwiec 1965–czerwiec 1966) oraz kultury francuskiej (czerwiec 1966–1968). Jako szef resortu dyplomacji był współodpowiedzialny za politykę zagraniczną Belgii w okresie kryzysu kongijskiego, co budziło kontrowersje w kolejnych latach m.in. z powodu wspierania Mobutu Sese Seko.

## Odznaczenia
Odznaczony m.in. Wielkim Krzyżem Orderem Zasługi Republiki Federalnej Niemiec i Orderem Świętego Sylwestra, a także Medalem Roberta Schumana (1986).